# Bédi Buval
Bédi Buval (født 6. juni 1986) er en fransk fodboldspiller, der spiller for den portugisiske klub  Paços de Ferreira. Bédi har tidligere spillet for de danske klubber Vejle Boldklub og Randers samt en række andre klubber i forskellige lande.

## Karriere

### Bolton
Bédi Buval indledte sin professionelle karriere i engelske Bolton Wanderers F.C., hvor det ikke lykkedes ham at tilspille sig en plads i førsteholdstruppen. 

### Randers FC
Efter et ophold i amatørklubben Red Star Paris skrev han i juli 2007 kontrakt med den danske Superliga-klub Randers FC. Her udgjorde han sammen med Marc Nygaard holdets angrebsduo og scorede 15 mål i 57 kampe. I 2009 skiftede han til Panthrakikos.

### Vejle BK
Den 31. januar 2013 meddelte Vejle Boldklub at man havde indgået en aftale med Buval frem til sommeren 2013.